# Zingiber macrocephalum
Zingiber macrocephalum är en enhjärtbladig växtart som först beskrevs av Heinrich Zollinger, och fick sitt nu gällande namn av Karl Moritz Schumann. Zingiber macrocephalum ingår i släktet Zingiber och familjen Zingiberaceae. Inga underarter finns listade i Catalogue of Life.